# Екзотика
„Екзотика“ (на английски: Exotica) е канадски драматичен филм от 1994 година на режисьора Атом Егоян по негов собствен сценарий.
Усложненият сюжет разкрива взаимоотношенията между хора, свързани помежду си чрез нощния клуб „Екзотика“ и чрез убийството на дъщерята на един от героите. Главните роли се изпълняват от Миа Киршнър, Елиас Котеас, Брус Грийнуд.
На Фестивала в Кан „Екзотика“ е номиниран за „Златна палма“ и получава наградата на ФИПРЕСИ.